# Anopsicus chickeringi
Anopsicus chickeringi là một loài nhện trong họ Pholcidae. Loài này được phát hiện ở Panama.